# Herleshausen
Herleshausen település Németországban, Hessen tartományban. Lakosainak száma 2756 fő (2023. december 31.).

## Népesség
A település népességének változása:
| Lakosok száma | 2787 | 2806 | 2741 | 2820 | 2756 |
|               | 2017 | 2019 | 2021 | 2022 | 2023 |